# Buleuterio de Éfeso
Buleuterio u Odeón es el nombre dado a un antiguo edificio de la ciudad de Éfeso, en Asia Menor, en la actual Turquía. Se cree que era el lugar de reunión del buleuterio o consejo (boulé) y probablemente también el odeón. Las ruinas del edificio forman parte del yacimiento arqueológico de Éfeso, declarado Patrimonio de la Humanidad por la Unesco.

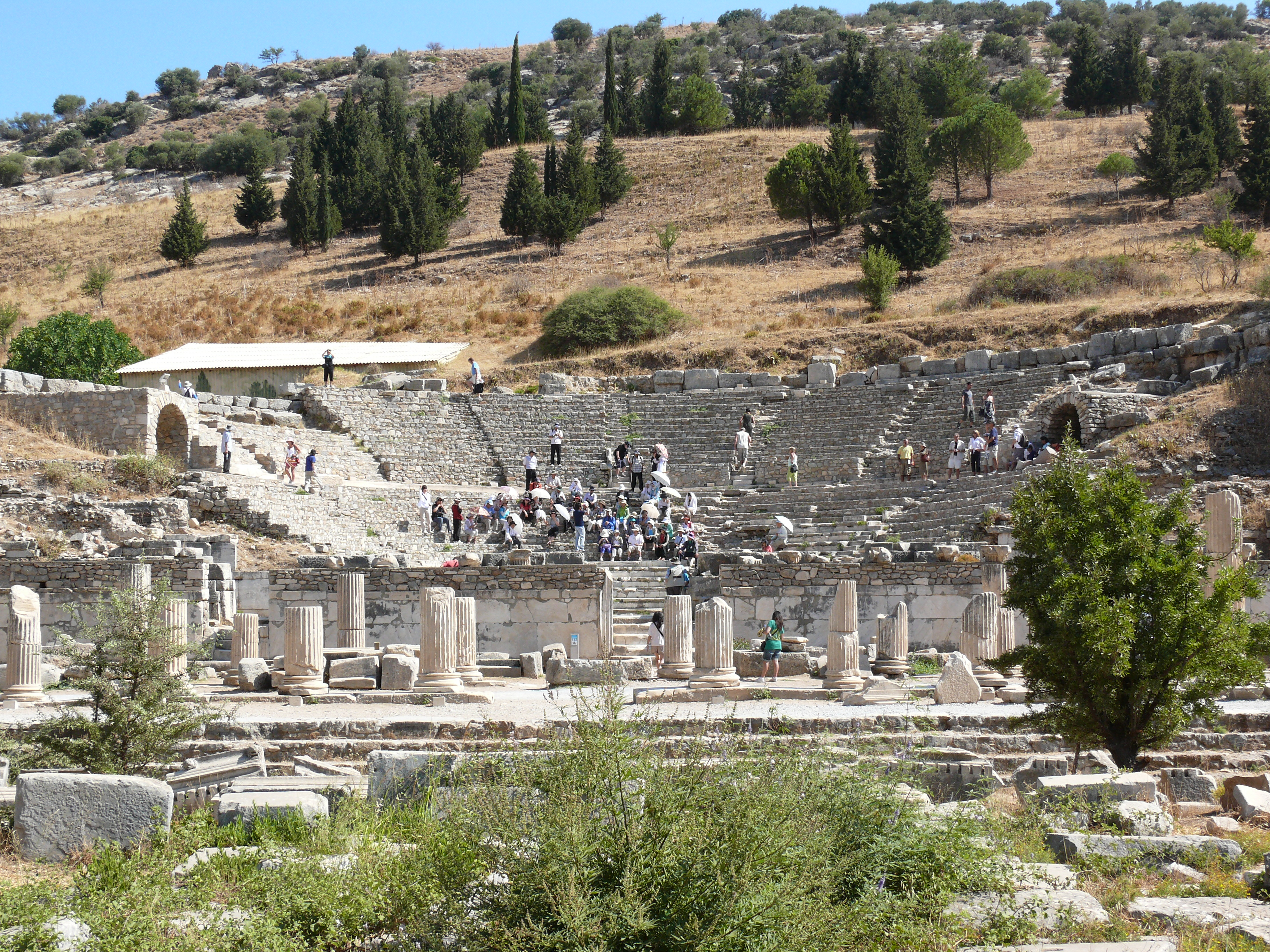
Restos

Se construyó en su forma actual durante el Imperio romano, a mediados del siglo II d. C.. Al menos una parte fue costeada por los efesios Publio Vedio Antonio y su esposa Flavia Peana. El edificio se encuentra en el lado norte del Ágora administrativa. Su arquitectura se asemeja a la de un odeón o pequeño teatro romano. En la historia de la investigación se ha interpretado como buleuterio y como odeón. En la actualidad se considera probable que cumpliera ambas funciones a la vez.
El auditorio era semicircular, con capacidad para unas 1400-1500 personas. Un pasillo transversal dividía las secciones inferior y superior del auditorio, y unas escaleras verticales lo dividían  en sectores. En el centro había un oratorio semicircular y un podio para el orador/presentador (pulpitum). El edificio del escenario, al fondo, tenía dos pisos de altura. Estaba cubierto con un tejado de madera.
El edificio se excavó en 1908. Fue restaurado en las décadas de 1970 y 1990. Gran parte de los restos visibles hoy son el resultado de renovaciones y construcciones modernas. Entre otras cosas, todas las filas superiores de bancos de la tribuna son de hormigón.
En el lado sur del Buleuterio estaba la llamada Basílica-estoa y detrás de ella el Ágora administrativa. En el lado occidental estaba el Peristilo rodio llamado témenos y en el lado occidental el Pritaneo. El Buleuterio-odeón no debe confundirse con el Teatro de Éfeso, de mayores dimensiones.